# Matías Godoy
Matías Godoy est un footballeur argentin né le 10 janvier 2002 à Ceres. Il évolue au poste d'attaquant au Central Córdoba.

## Biographie

### En club
Il rejoint l'Atlético Rafaela en 2011. Il joue son premier match avec les seniors le 16 avril 2018, en deuxième division, contre Quilmes (défaite à domicile 1-2).

### En sélection
Avec les moins de 17 ans, il participe au championnat sud-américain des moins de 17 ans en 2019. Lors de cette compétition organisée au Pérou, il joue neuf matchs. Il se met en évidence lors du match contre le Brésil, en marquant un but et en délivrant une passe décisive. Il marque ensuite un doublé contre le Chili, puis délivre une nouvelle passe décisive contre le Paraguay. L'Argentine remporte le tournoi en enregistrant cinq victoires, deux nuls et deux défaites.
Quelques mois plus tard, il dispute la Coupe du monde des moins de 17 ans organisée au Brésil. Lors du mondial junior, il joue quatre matchs. Il se met en évidence en inscrivant trois buts, deux en phase de poule contre le Cameroun et le Tadjikistan, et enfin un but en huitièmes contre le Paraguay. Il délivre également une passe décisive contre le Tadjikistan. L'Argentine s'incline en huitièmes de finale face aux joueurs paraguayens.

## Palmarès
- Vainqueur du championnat de la CONMEBOL des moins de 15 ans en 2017 avec l'équipe d'Argentine des moins de 15 ans
- Vainqueur du championnat du CONMEBOL des moins de 17 ans en 2019 avec l'équipe d'Argentine des moins de 17 ans